# Purén

Purén é uma comuna do Chile, localizada na Província de Malleco, IX Região da Araucanía.
A comuna limita-se: a nordeste com Angol e Los Sauces; a sul com Lumaco; a oeste com Contulmo (Região de Bío-Bío); a norte com Cañete (Região de Bío-Bío) e Angol.

## História
Purém tem grande importância histórica, onde os mapuches por mais de trezentos anos opuseram grande resistência à dominação espanhola na chamada Guerra de Arauco. 
San Juan Bautista de Purén era uma fortaleza fundada em 1553, por Juan Gómez de Almagro, por ordem do governador do Chile Pedro de Valdivia, quase no centro da parte noroeste do vale de Purén, um pouco mais de um quilômetro da margem esquerda do rio de Purén e a cerca de cinco quilômetros a nordeste da atual cidade de Purén.
Em 24 de novembro de 1868, uma nova fortaleza foi construída em Puren, entre os arroios Nahuelco e Panqueco (38° 04' S, 73° 06' W), um pouco mais de três quilômetros da márgem sul ou direita da parte superior do rio de Purén. A nordeste na márgem oposta de Purén, é o onde localizava-se a fortaleza velha de Purén.
Com a ocupação e pacificação da Araucanía, começaram a chegar colonos chilenos e europeus, produzindo-se um singular encontro de culturas. A cidade é um importante centro de turismo histórico.